# اختر بانگی
اختر بانگی (نام علمی: Canna bangii) نام یک گونه از سرده اختریان است.